# Gżira United Football Club 2019-2020
Questa voce raccoglie le informazioni riguardanti lo Gżira United Football Club nelle competizioni ufficiali della stagione 2019-2020.

## Maglie e sponsor
| Casa | Trasferta |

Sponsor ufficiale: Jeep

Fornitore tecnico: Joma

## Rosa
| N. |                    | Ruolo | Calciatore           |
| -- | ------------------ | ----- | -------------------- |
| 1  | Malta (bandiera)   | P     | Jurgen Borg          |
| 4  | Brasile (bandiera) | D     | Fernando Barbosa     |
| 5  | Italia (bandiera)  | C     | Gianmarco Conti      |
| 6  | Malta (bandiera)   | C     | Nikolai Muscat       |
| 7  | Malta (bandiera)   | C     | Zachary Scerri       |
| 8  | Brasile (bandiera) | C     | Rodolfo Soares       |
| 9  | Malta (bandiera)   | A     | Luca Brincat         |
| 10 | Malta (bandiera)   | C     | Andrew Cohen         |
| 11 | Malta (bandiera)   | A     | Juan Carlos Corbalan |
| 13 | Malta (bandiera)   | D     | Clifford Baldacchino |

| N. |                           | Ruolo | Calciatore       |
| -- | ------------------------- | ----- | ---------------- |
| 16 | Malta (bandiera)          | P     | Justin Haber     |
| 19 | Malta (bandiera)          | D     | Christian Sammut |
| 21 | Costa d'Avorio (bandiera) | C     | Hamed Koné       |
| 26 | Malta (bandiera)          | D     | Sacha Borg       |
| 29 | Camerun (bandiera)        | A     | Justin Mengolo   |
| 77 | Senegal (bandiera)        | A     | Amadou Samb      |
| 87 | Brasile (bandiera)        | D     | Arthur Henrique  |
| 91 | Giamaica (bandiera)       | C     | Martin Davis     |
| 94 | Brasile (bandiera)        | A     | Jefferson        |